# Olympische Sommerspiele 1948/Segeln
Bei den XIV. Olympischen Sommerspielen 1948 in London wurden fünf Wettbewerbe im Segeln ausgetragen. Austragungsort war die Tor Bay in der Stadt Torquay in der Grafschaft Devon. Alle Wettkämpfe waren nur für Männer ausgeschrieben.

## Bilanz

### Medaillenspiegel
| Platz | Land               | Gold | Silber | Bronze | Gesamt |
| ----- | ------------------ | ---- | ------ | ------ | ------ |
| 01    | Vereinigte Staaten | 2    | 1      | 2      | 5      |
| 02    | Dänemark           | 1    | —      | 1      | 2      |
| 03    | Großbritannien     | 1    | —      | —      | 1      |
| 03    | Norwegen           | 1    | —      | —      | 1      |
| 05    | Schweden           | —    | 1      | 1      | 2      |
| 06    | Argentinien        | —    | 1      | —      | 1      |
| 06    | Kuba               | —    | 1      | —      | 1      |
| 06    | Portugal           | —    | 1      | —      | 1      |
| 09    | Niederlande        | —    | —      | 2      | 2      |

### Medaillengewinner
| Disziplin      | Gold                                                                                              | Silber | Bronze                                                                        |
| -------------- | ------------------------------------------------------------------------------------------------- | --- | ----------------------------------------------------------------------------- |
| Firefly        | Paul Elvstrøm                                                                                     | Ralph Evans | Koos de Jong                                                                  |
| Star           | Vereinigte Staaten Hilary Smart Paul Smart                                                        | Kuba Carlos de Cárdenas Culmell Carlos de Cárdenas Plá                                                                              | Niederlande Bob Maas Edward Stutterheim                                       |
| 6-Meter-Klasse | Vereinigte Staaten Alfred Lee Loomis junior Michael Mooney James Smith James Weekes Herman Whiton | Argentinien Emilio Homps Rodolfo Rivademar Rufino Rodríguez de la Torre Julio Sieburger Enrique Sieburger jr. Enrique Sieburger sr. | Schweden Karl-Robert Ameln Martin Hindorff Tore Holm Torsten Lord Gösta Salén |
| Swallow        | Großbritannien David Bond Stewart Morris                                                          | Portugal Duarte Manuel Bello Fernando Bello                                                                                         | Vereinigte Staaten Lockwood Pirie Owen Torrey                                 |
| Drachen        | Norwegen Håkon Barfod Sigve Lie Thor Thorvaldsen                                                  | Schweden Folke Bohlin Gösta Brodin Hugo Johnson                                                                                     | Dänemark Klaus Baess Ole Berntsen William Berntsen                            |

## Ergebnisse

### Firefly
| Platz | Land | Athlet                 | Punkte |
| ----- | ---- | ---------------------- | ------ |
| 1     | DEN  | Paul Elvstrøm          | 5543   |
| 2     | USA  | Ralph Evans            | 5408   |
| 3     | NED  | Koos de Jong           | 5204   |
| 4     | SWE  | Rickard Sarby          | 4603   |
| 5     | CAN  | Paul McLaughlin        | 4535   |
| 6     | URU  | Félix Sienra           | 4079   |
| 7     | FRA  | Jean-Jacques Herbulot  | 4068   |
| 8     | BEL  | Pierre Van der Haeghen | 3660   |

### Star
| Platz | Land | Athleten                                          | Punkte |
| ----- | ---- | ------------------------------------------------- | ------ |
| 1     | USA  | Hilary Smart Paul Smart                           | 5828   |
| 2     | CUB  | Carlos de Cárdenas Culmell Carlos de Cárdenas Plá | 4949   |
| 3     | NED  | Bob Maas Edward Stutterheim                       | 4731   |
| 4     | GBR  | Durward Knowles Sloane Farrington                 | 4372   |
| 5     | ITA  | Agostino Straulino Nicolò Rode                    | 4370   |
| 6     | POR  | Joaquim Fiúza Júlio Gourinho                      | 4292   |
| 7     | AUS  | Jock Sturrock Len Fenton                          | 3828   |
| 8     | CAN  | Bill Gooderham Gerald Fairhead                    | 2635   |

### 6-m-Klasse

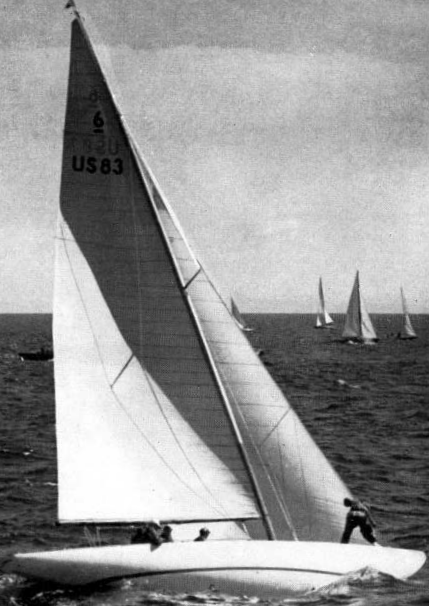
6mR Yacht Llanoria, US 83, Goldmedaille

| Platz | Land | Athleten | Punkte |
| ----- | ---- | --- | ------ |
| 1     | USA  | Llanoria, US 83 Alfred Lee Loomis junior Michael Mooney James Smith James Weekes Herman Whiton                              | 5472   |
| 2     | ARG  | Emilio Homps Rodolfo Rivademar Rufino Rodríguez de la Torre Julio Sieburger Enrique Sieburger jr. Enrique Sieburger sr.     | 5120   |
| 3     | SWE  | Karl-Robert Ameln Martin Hindorff Tore Holm Torsten Lord Gösta Salén                                                        | 4033   |
| 4     | NOR  | Apache Magnus Konow Anders Evensen Lars Skage Musæus Håkon Solem Ragnar Hargreaves                                          | 3217   |
| 5     | GBR  | Howden Hume Douglas Hume Bonar Hardie Hamish Hardie Harry Hunter                                                            | 2879   |
| 6     | BEL  | Louis Franck Emile Hayoit Willy Huybrechts Hendrik van Riel Willy Van Rompaey                                               | 2752   |
| 7     | SUI  | Henri Copponex Andre Firmenich Émile Lachapelle Charles Stern Marcel Stern P. Bonnet (DNF) R. Fehlmann (DNF) Louis Noverraz | 2594   |
| 8     | ITA  | Giovanni Reggio Renato Costentino Beppe Croce Luigi Poggi Enrico Poggi Federico de Luca (DNF) Giorgio Audizio (DNF)         | 2099   |

### Swallow
| Platz | Land | Athleten                                                   | Punkte |
| ----- | ---- | ---------------------------------------------------------- | ------ |
| 1     | GBR  | David Bond Stewart Morris                                  | 5625   |
| 2     | POR  | Duarte Manuel Bello Fernando Bello                         | 5579   |
| 3     | USA  | Lockwood Pirie Owen Torrey                                 | 4352   |
| 4     | SWE  | Stig Hedberg Lars Matton                                   | 3342   |
| 5     | DEN  | Johan Rathje Naalli Petersen                               | 2935   |
| 6     | ITA  | Dario Salata Achille Roncoroni                             | 2893   |
| 7     | CAN  | John Robertson Richard Townsend                            | 2807   |
| 8     | NOR  | Øivind Christensen Knut Bengtson K. Heje Øivind Thommessen | 2768   |

### Drachen
| Platz | Land | Athleten                                                         | Punkte |
| ----- | ---- | ---------------------------------------------------------------- | ------ |
| 1     | NOR  | Pan Håkon Barfod Sigve Lie Thor Thorvaldsen                      | 4746   |
| 2     | SWE  | Slaghoken Folke Bohlin Gösta Brodin Hugo Johnson                 | 4621   |
| 3     | DEN  | Snap Klaus Baess Ole Berntsen William Berntsen                   | 4223   |
| 4     | GBR  | Ceres II Eric Strain George Brown Jack Wallace                   | 3943   |
| 5     | ITA  | Ausonia Giuseppe Canessa Bruno Bianchi Luigi De Manincor         | 3366   |
| 6     | FIN  | Vinha Rainer Packalen Niilo Orama Aatos Hirvisalo                | 3057   |
| 7     | ARG  | Pampero Roberto Sieburger Jorge Salas Chávez Jorge del Río Salas | 2843   |
| 8     | NED  | Joy Kees Jonker Biem Dudok van Heel Wim van Duyl                 | 2408   |